# 카요라르고델수르섬

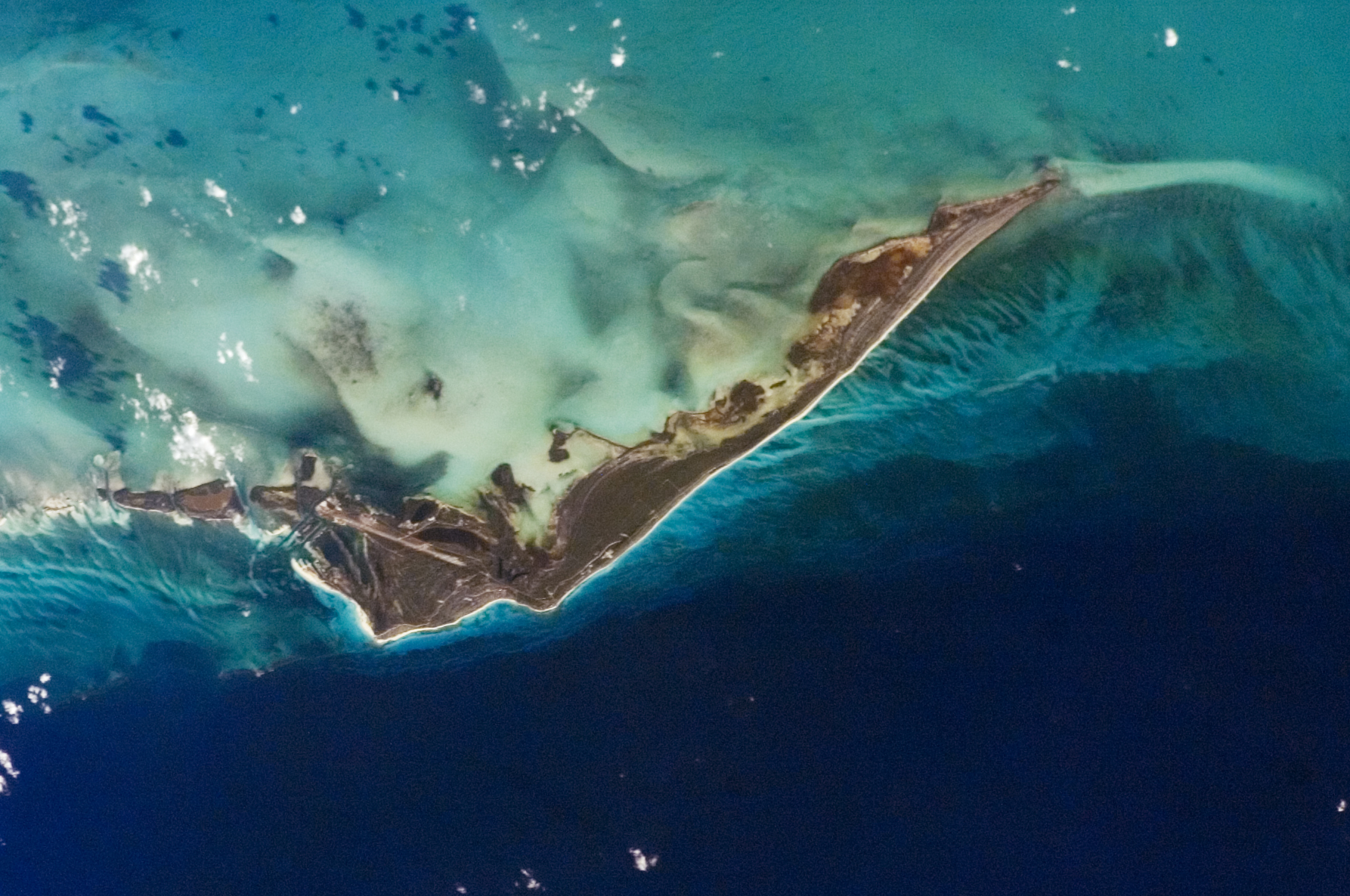
카요라르고델수르섬

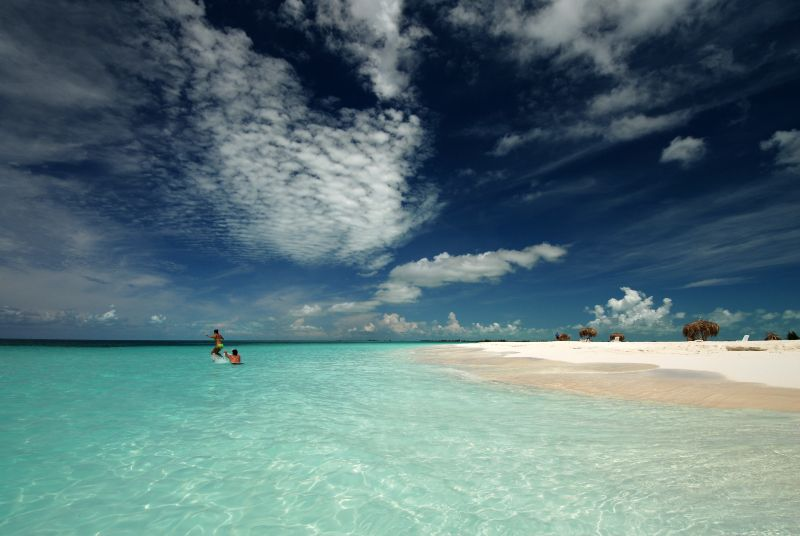
카요라르고델수르섬의 해변

카요라르고델수르섬(스페인어: Cayo Largo del Sur)은 쿠바 후벤투드섬에 속한 섬으로 면적은 37.5km2, 높이는 5m, 길이는 25km이다. 간단히 줄여서 카요라르고섬(Cayo Largo)이라고 부르기도 한다.